# 皮特·麦卡弗里
约翰·保罗·“皮特”·麦卡弗里（英語：John Paul "Pete" McCaffrey，1938年12月24日—2012年3月4日），生于亚利桑那州图森，美国前男子篮球运动员。他曾代表美国获得1964年夏季奥运会篮球比赛男子金牌。